# Baznīcas iela

La rue de l'église (en letton : Baznīcas iela) est une rue à Rīga en Lettonie,.

## Présentation
La Baznīcas iela est une rue du district de Centra.
La Baznīcas iela part d'Elizabetes iela et se termine à l'intersection avec Bruņiniek iela.
La rue est à sens unique en direction de la rue Elizabetes iela. 
Au milieu de l'intersection avec la rue Ģertrūdes iela se trouve l'ancienne église luthérienne Sainte-Gertrude de Riga, qui a donné son nom à la rue.
La rue a été créée après l'incendie de Riga en 1813 sous le nom de Jaunā Baznīcas iela (Rue de la nouvelle église).
Dans les  années 1860, la rue a été rebaptisée Baznīcas iela (Rue de l'église).

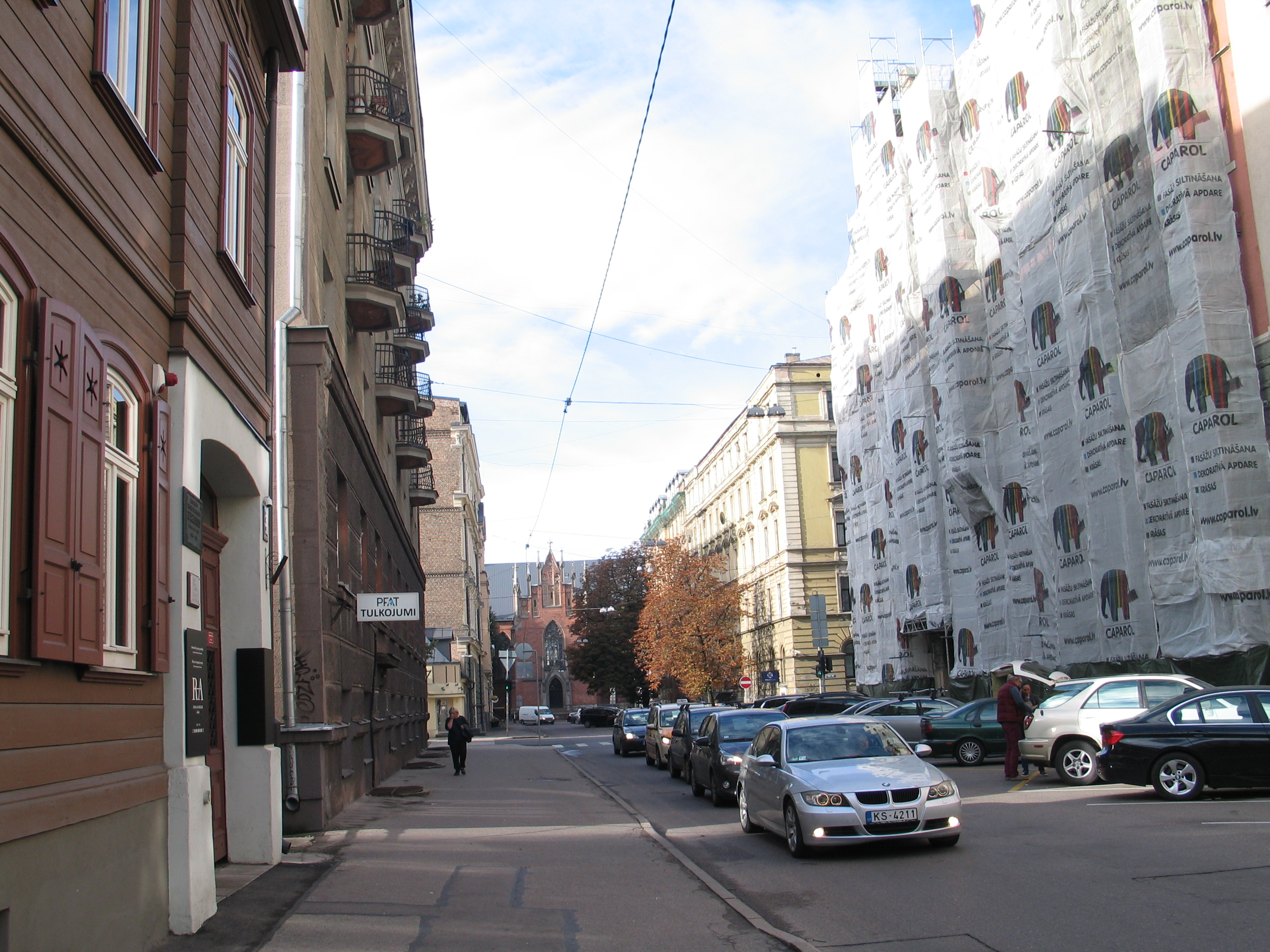

## Bâtiments de la rue

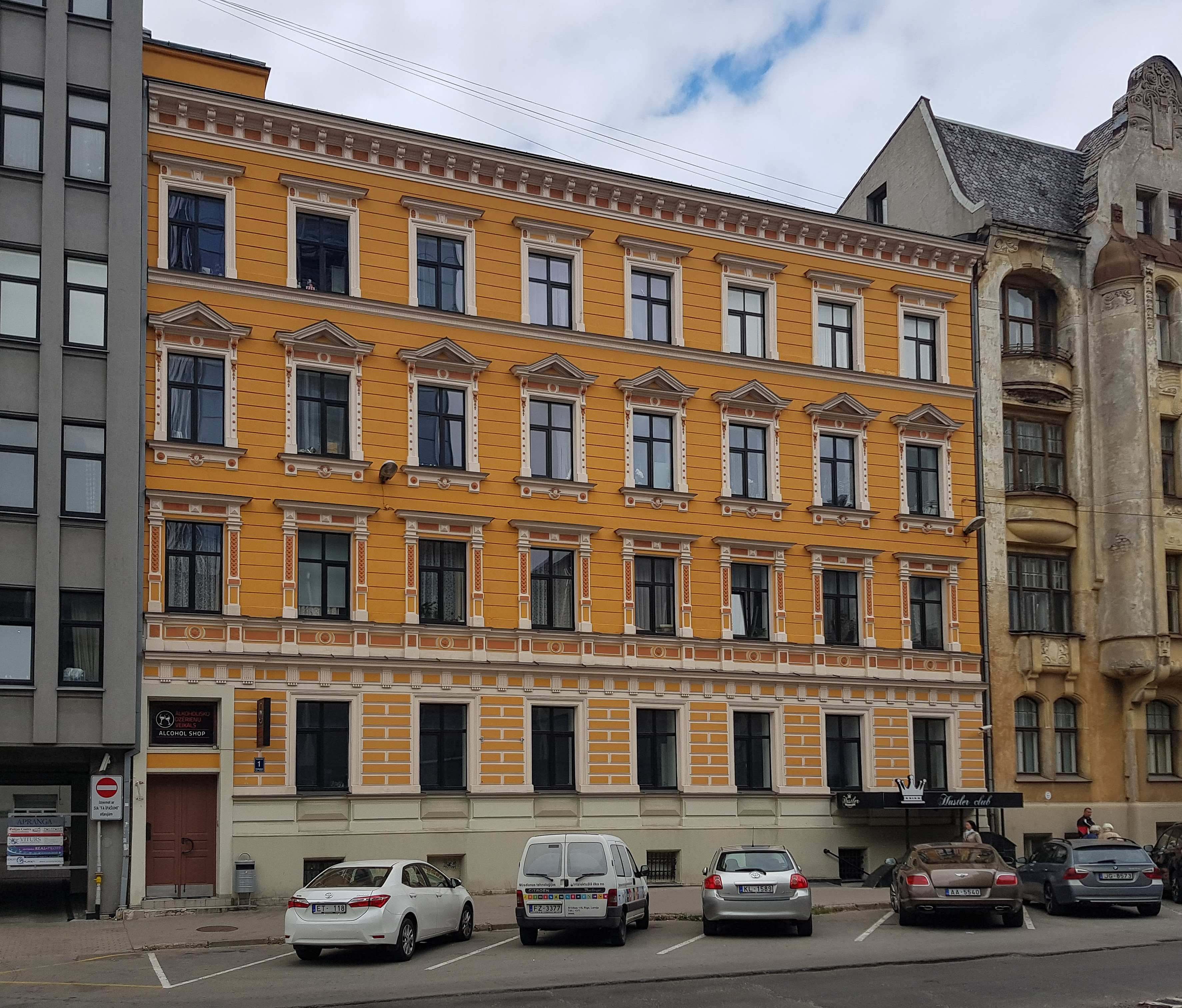
Baznīcas iela 1
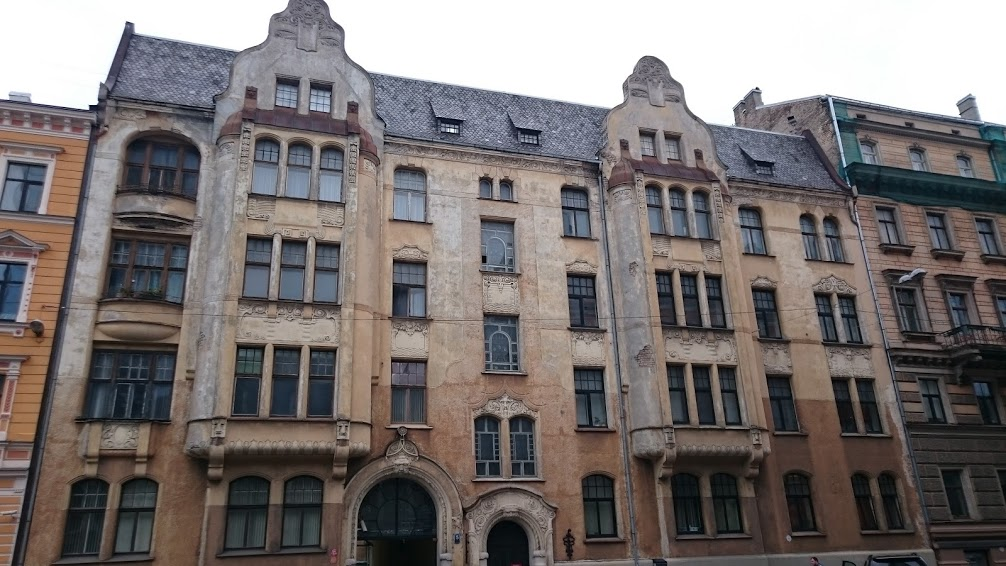
Baznīcas iela 5
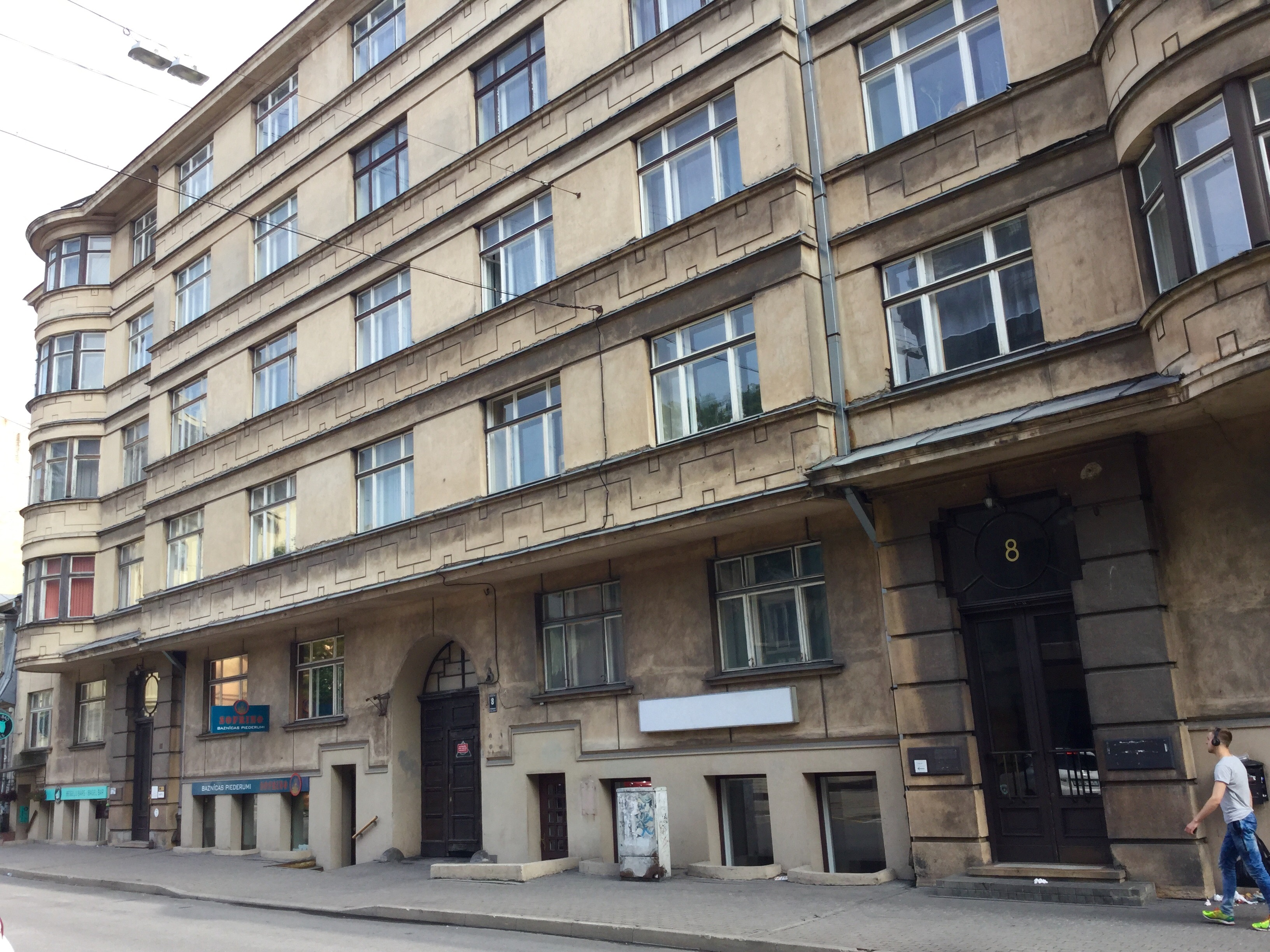
Baznīcas iela 8
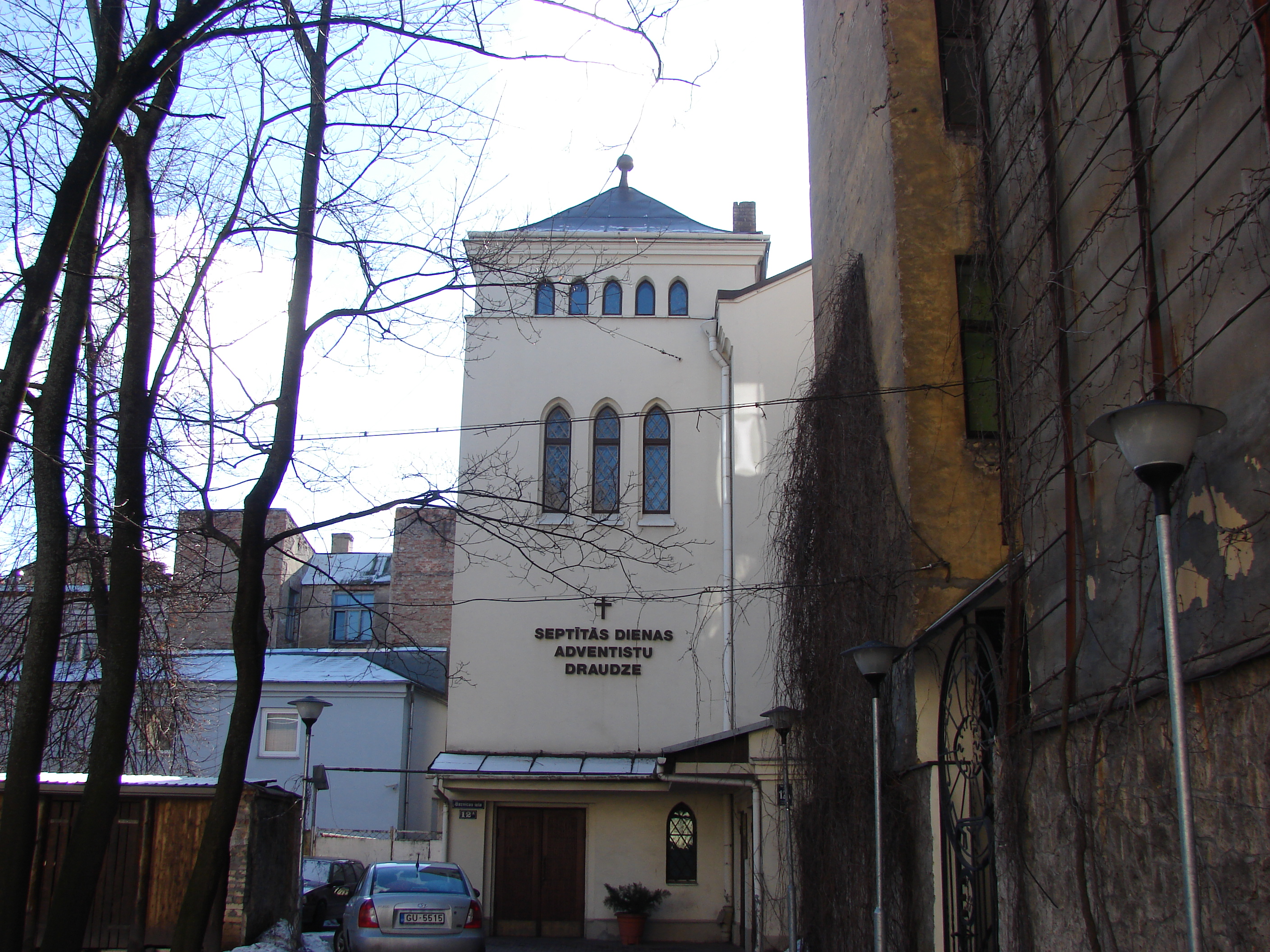
Baznīcas iela 12a
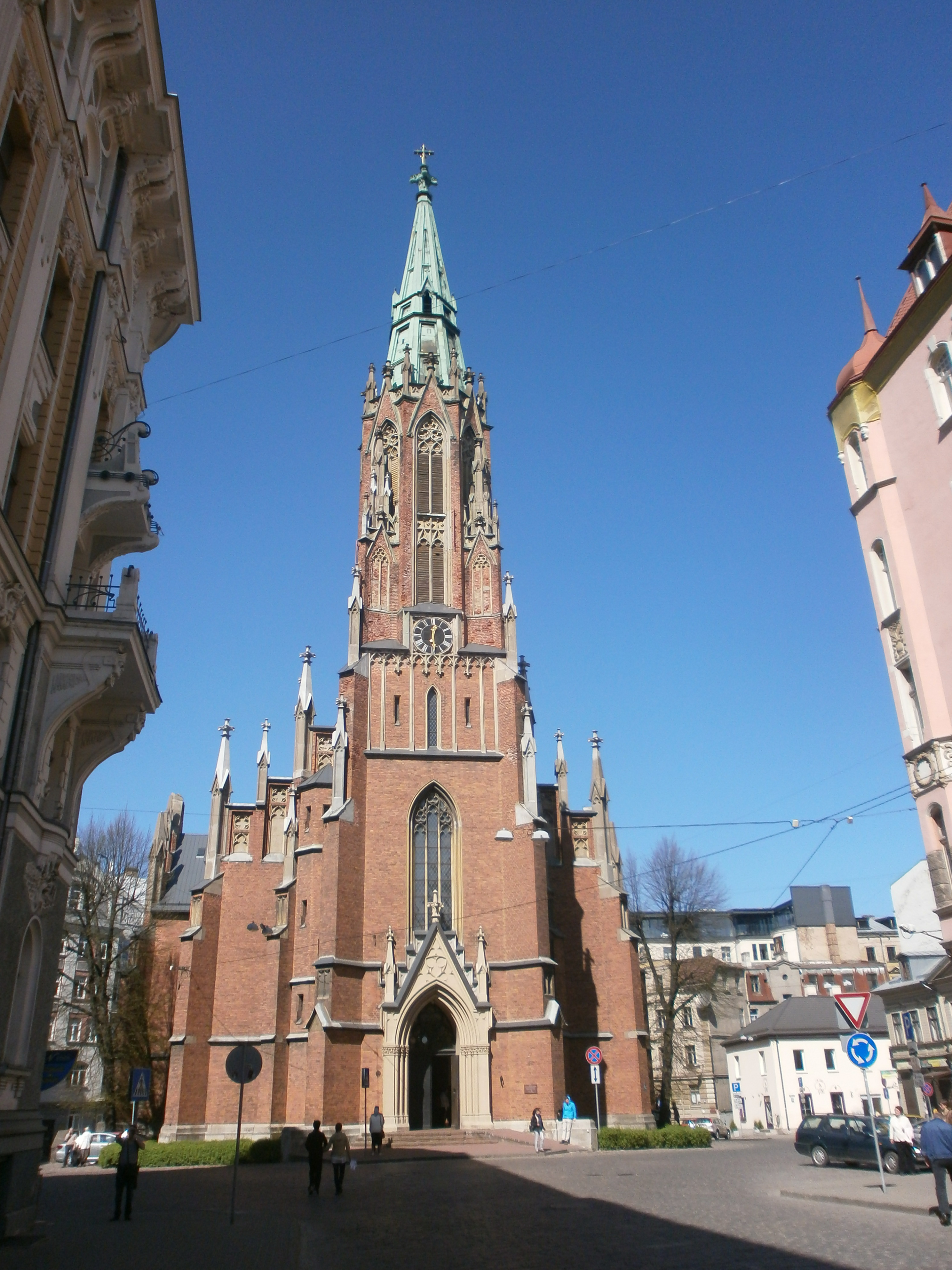
Église Sainte-Gertrude
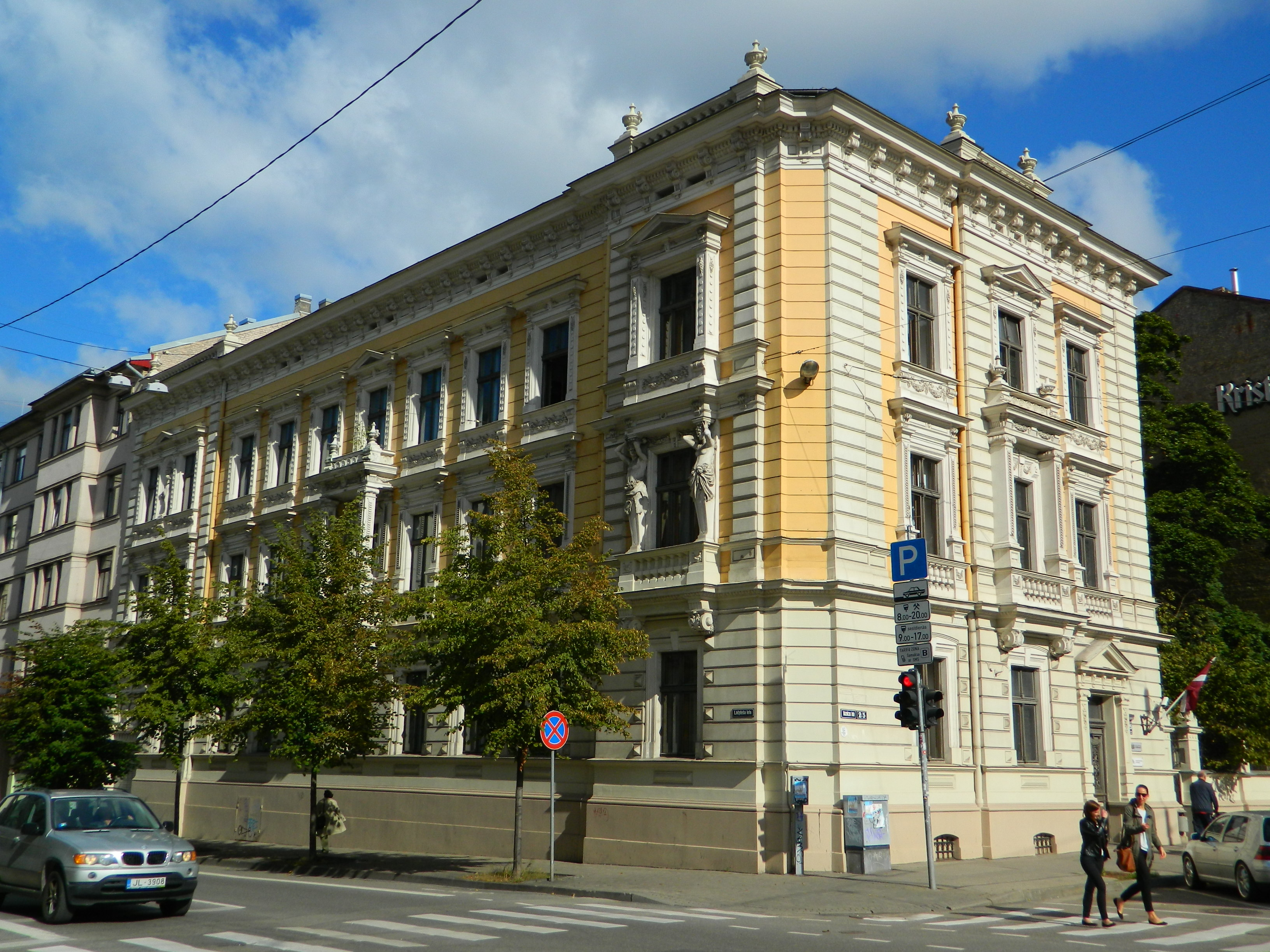
Baznīcas iela 25
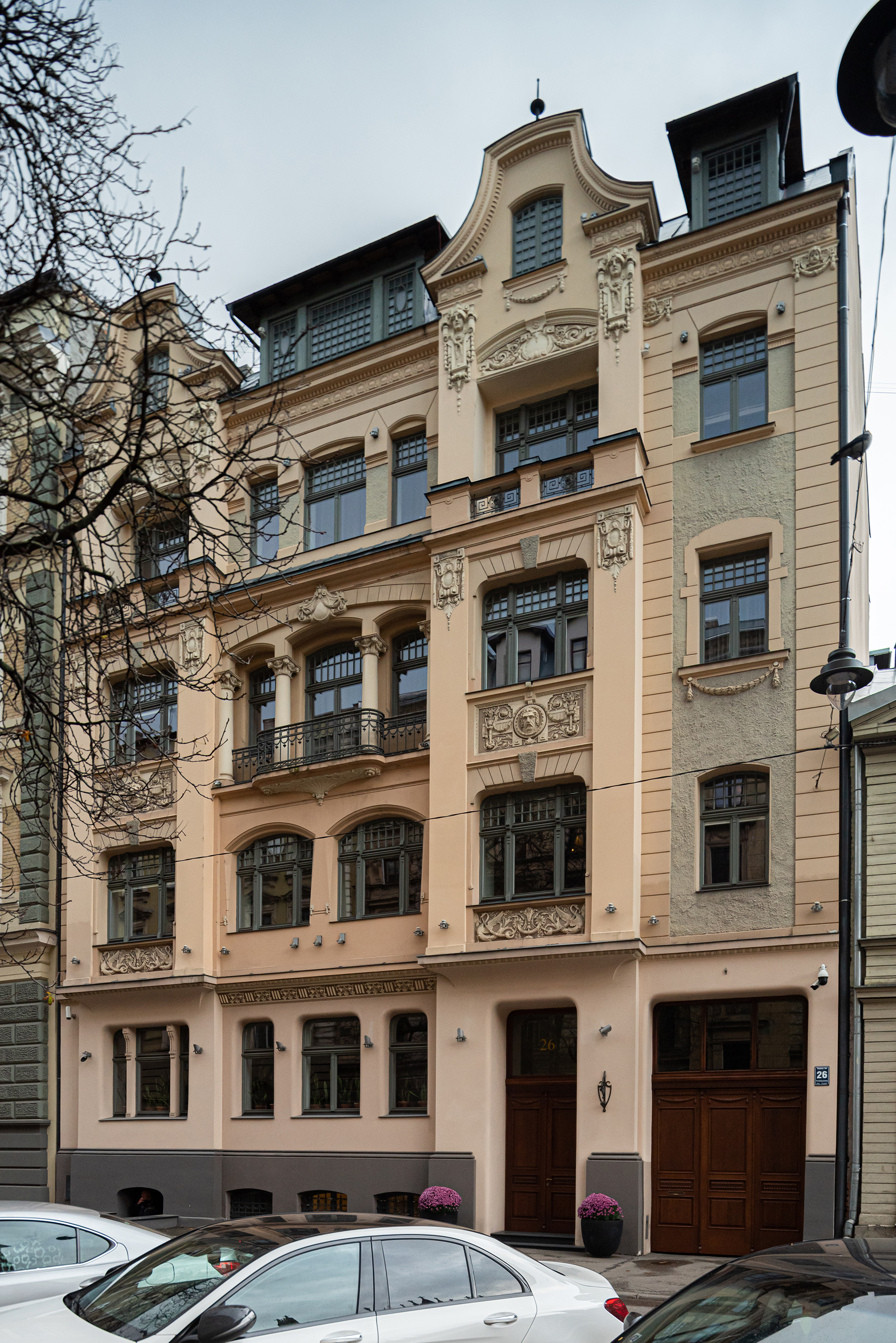
Baznīcas iela 26
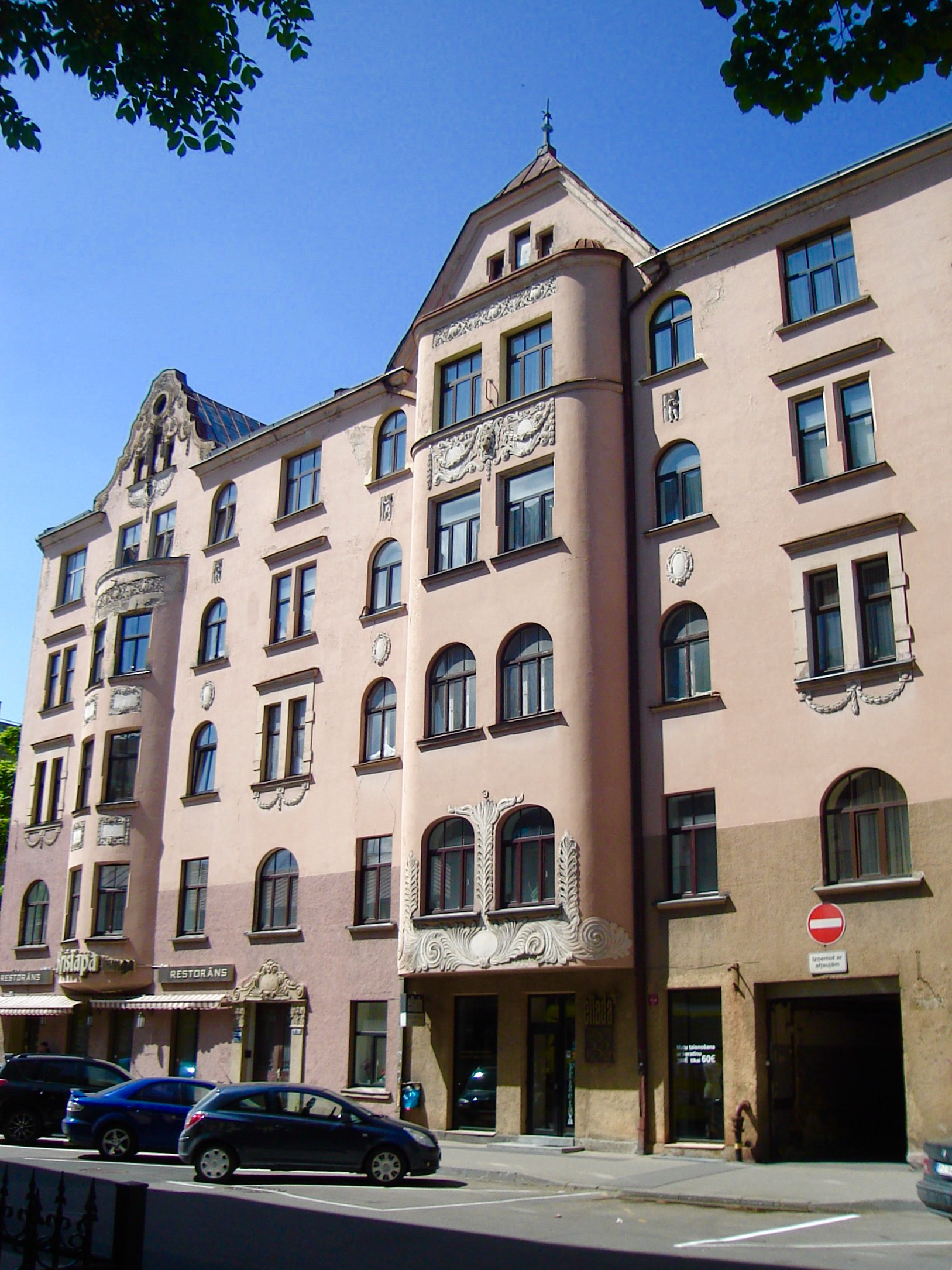
Baznīcas iela 27-29
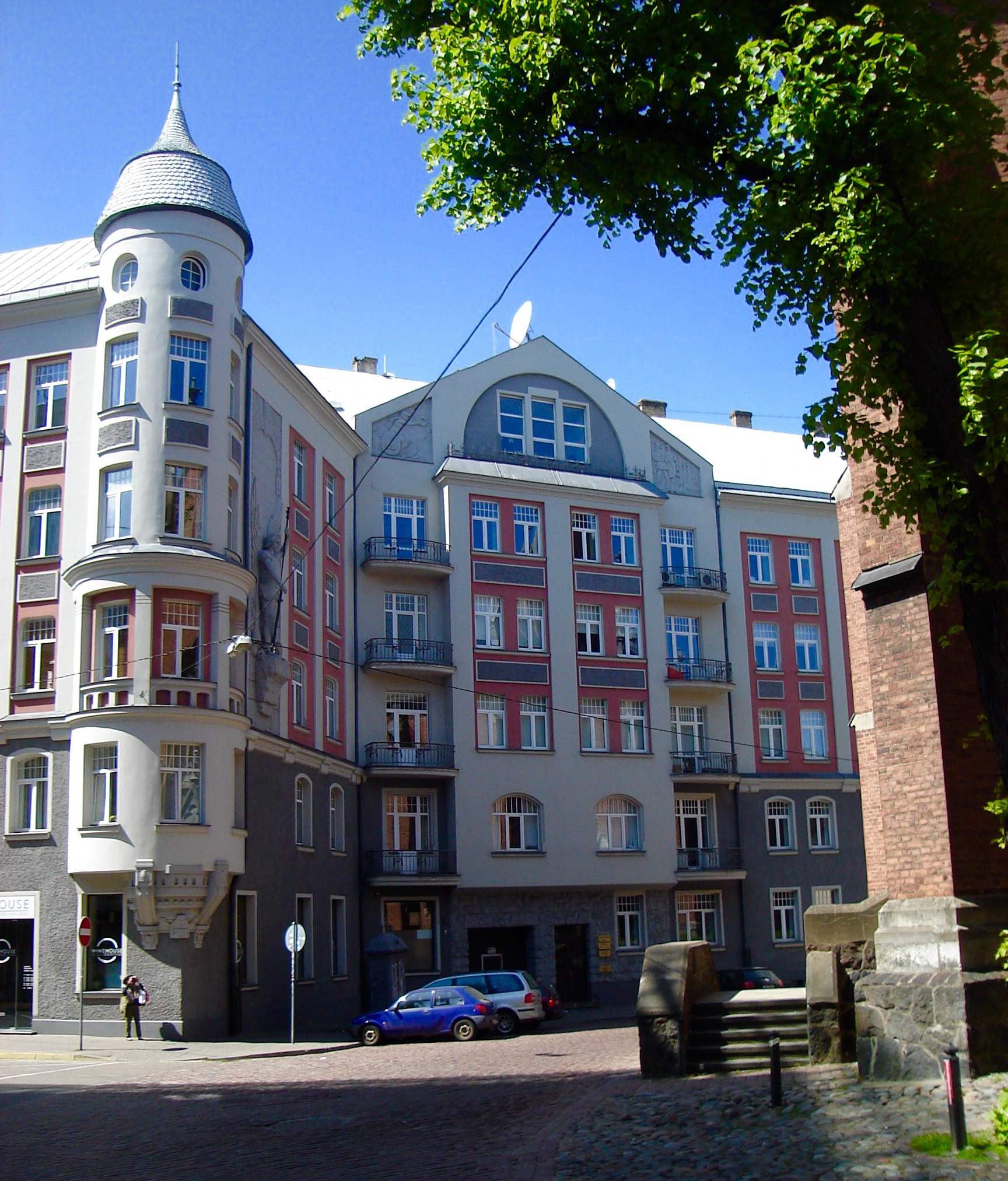
Baznīcas iela 31
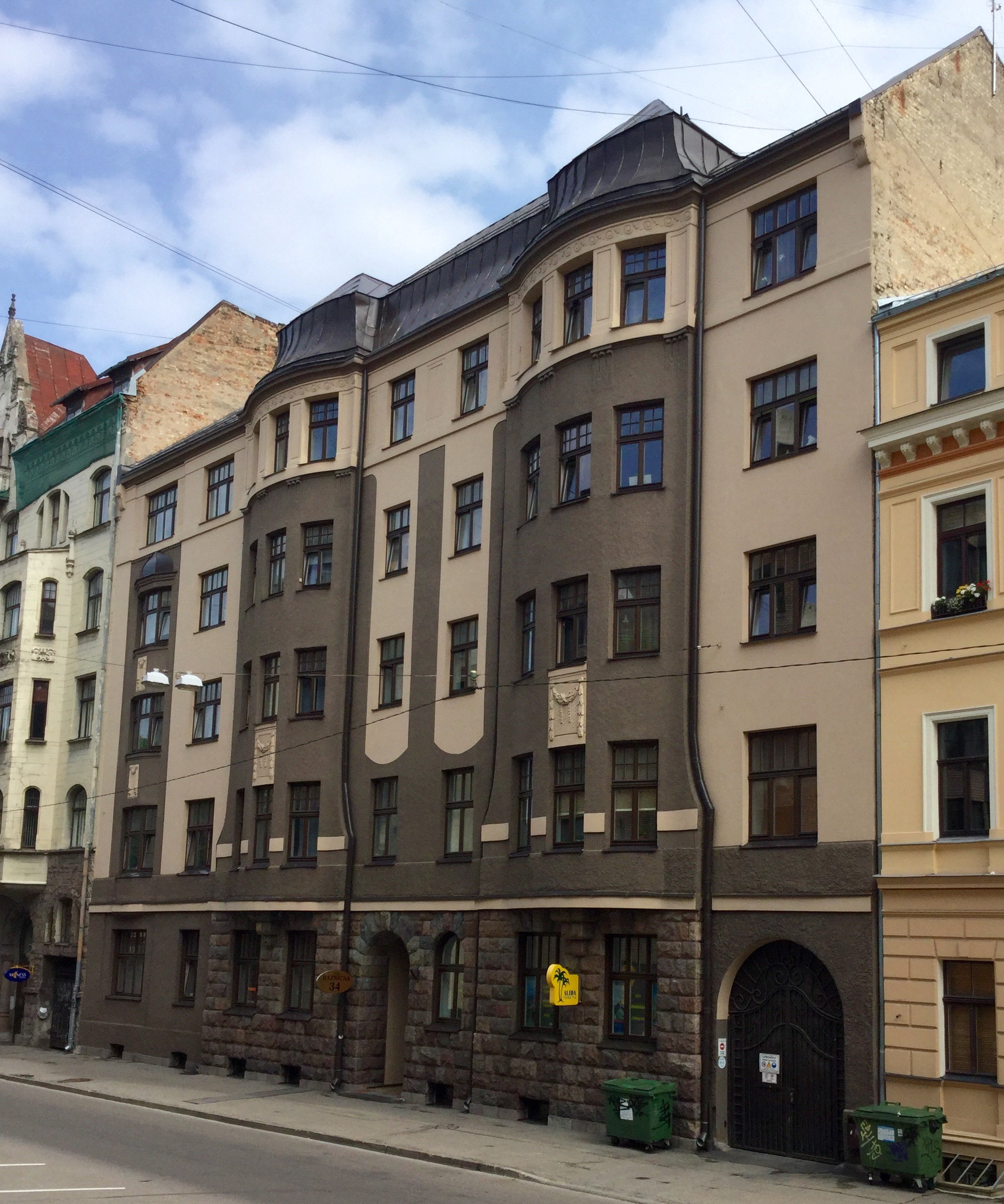
Baznīcas iela 34
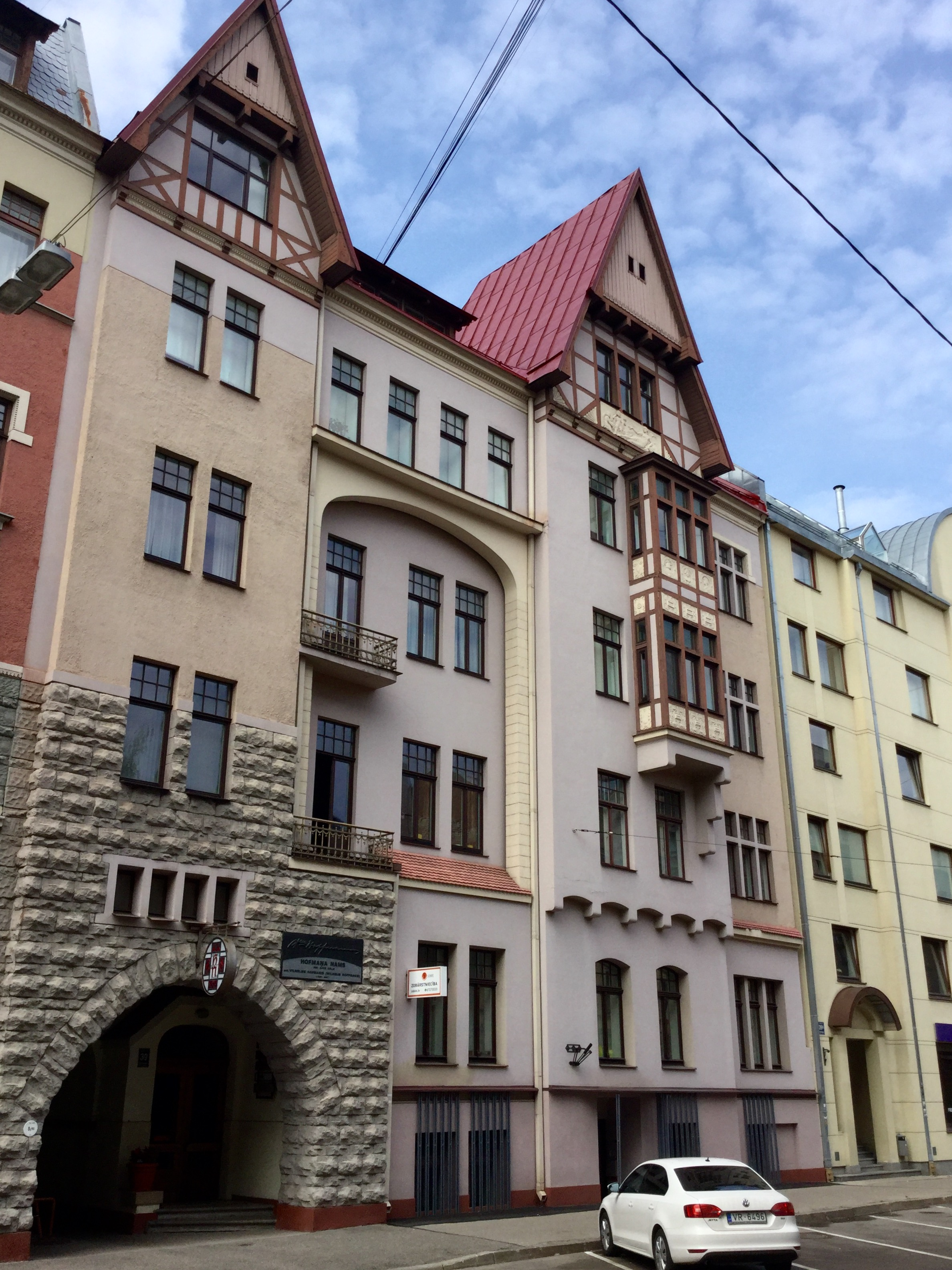
Baznīcas iela 39
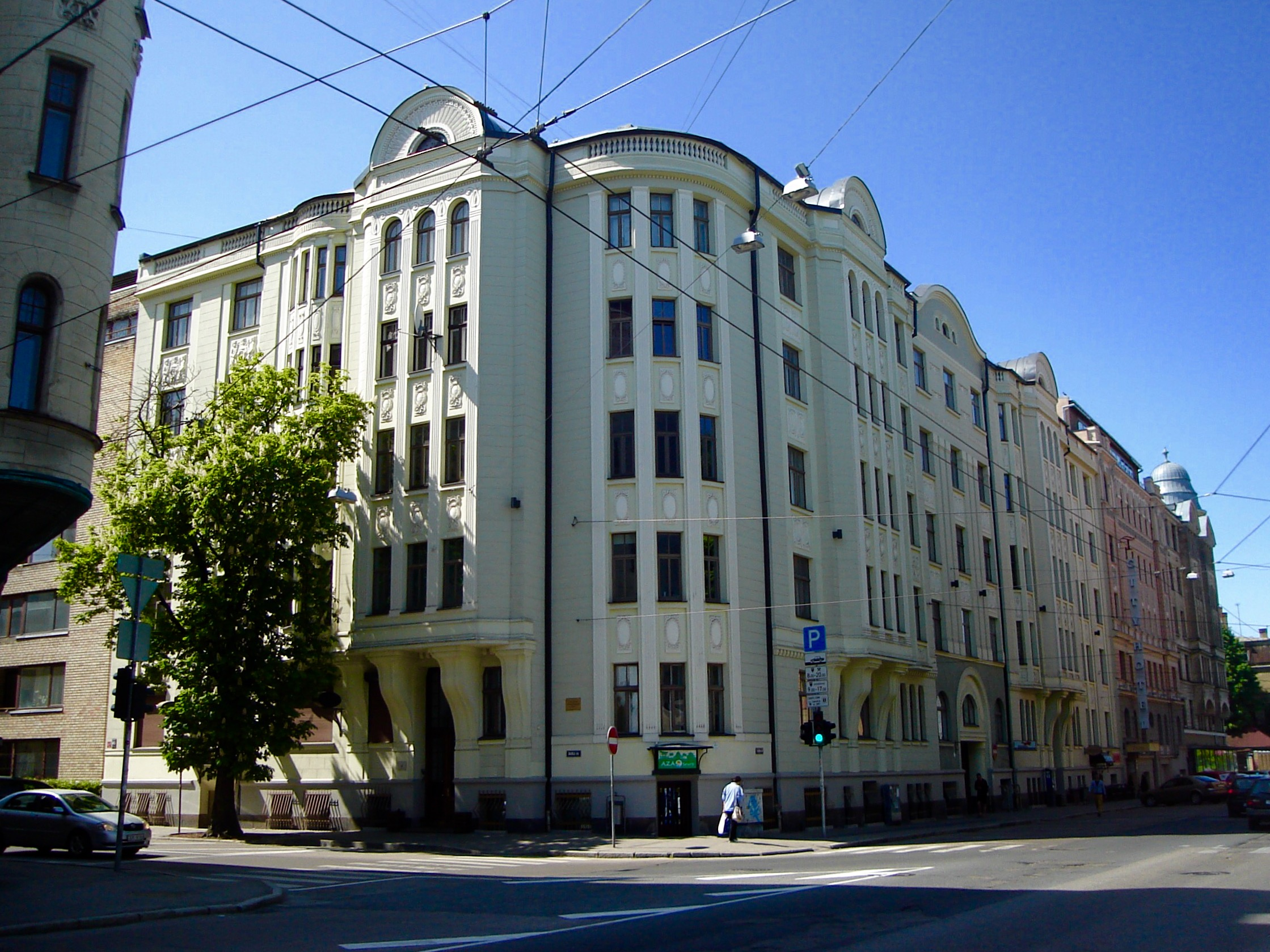
Baznīcas iela 45